# 銅梁鐵佛寺
鐵佛寺位於重慶市銅梁區東郭鄉，文物遺址年代為明-清，1992年3月19日列為重慶市第二批市級文物保護單位。2000年9月7日列為第一批重慶市文物保護單位。